# Torneo de Viena 2015
El Erste Bank Open 2015 es un torneo de tenis que se juega en canchas duras bajo techo. Es la 41.ª edición del evento conocido ese año como el Erste Bank Open, y forma parte del ATP World Tour 250 series de la ATP World Tour 2015. Se llevará a cabo en el Wiener Stadthalle en Viena, Austria, del 19 de octubre al 25 de octubre de 2015.

## Cabezas de serie

### Individual masculinos
| Tenista            | Ranking | N.º |
| David Ferrer       | 8       | 1   |
| Milos Raonic       | 9       | 2   |
| Kevin Anderson     | 10      | 3   |
| John Isner         | 13      | 4   |
| Jo-Wilfried Tsonga | 15      | 5   |
| Dominic Thiem      | 18      | 6   |
| Gaël Monfils       | 19      | 7   |
| Ivo Karlović       | 21      | 8   |

- Ranking del 12 de octubre de 2015

### Dobles masculinos
| Tenista                         | Ranking | Preclasificada |
| Jean-Julien Rojer Horia Tecău   | 9       | 1              |
| Jamie Murray John Peers         | 15      | 2              |
| Marcin Matkowski Nenad Zimonjić | 20      | 3              |
| Rohan Bopanna Florin Mergea     | 28      | 4              |

## Campeones

### Individual Masculino
David Ferrer venció a  Steve Johnson por 4-6, 6-4, 7-5

### Dobles Masculino
Łukasz Kubot /  Marcelo Melo vencieron a  Jamie Murray /  John Peers por 4-6, 7-6(3), [10-6]